# Le Roi Carotte
Le Roi Carotte (en francés: El Rey Zanahoria) es una opéra-bouffe féerie en cuatro actos, con música de Jacques Offenbach y libreto de Victorien Sardou, basado en E. T. A. Hoffmann. Fue compuesta en 1871 y se estrenó el 15 de enero de 1872 en el Théâtre de la Gaîté. La primera temporada tuvo 149 representaciones, haciendo un beneficio diario de 3.000 francos, y presentando a Anna Judic en un papel principal de opereta.
La pieza requería gran espectáculo y un vestuario elaborado, con una amplia variedad de localizaciones y cambios de escenario. Aunque satirizaba a los bonapartistas, los monárquicos y los republicanos, el libreto se escribió antes del desastre de la guerra franco-prusiana. La obra se vio en Londres en 1872 y Viena en 1876.
Actualmente, es una ópera muy poco representada. En las estadísticas de Operabase aparece con sólo 3 representaciones en el período 2005-2010.

## Personajes
| Personaje                           | Tesitura     | Reparto del estreno, 15 de enero de 1872 (Director: - ) |
| ----------------------------------- | ------------ | ------------------------------------------------------- |
| Príncipe Fridolin XXIV              | tenor        | Charles Masset                                          |
| Princesa Cunégonde                  | soprano      | Anna Judic                                              |
| Robin-Luron                         | mezzosoprano | Zulma Bouffar                                           |
| Rosée du soir                       | soprano      | Sevestre                                                |
| Roi Carotte                         | tenor        | Vicini                                                  |
| La hechicera Coloquinte             | mezzosoprano | Mariani                                                 |
| Pipertrunck, jefe de policía        | bajo         | Soto                                                    |
| Quiribibi, un encantador            |              | Aurèle                                                  |
| Truck, gran nigromante              | bajo         | Alexandre                                               |
| Barón Koffre, gran pagador          |              | Pierre Grivot                                           |
| Conde Schopp, un consejero          |              | Colleuille                                              |
| Condesa Schopp, su esposa           |              | Stéphane                                                |
| Mariscal de campo Trac, un ministro |              | Delorme                                                 |

## Argumento

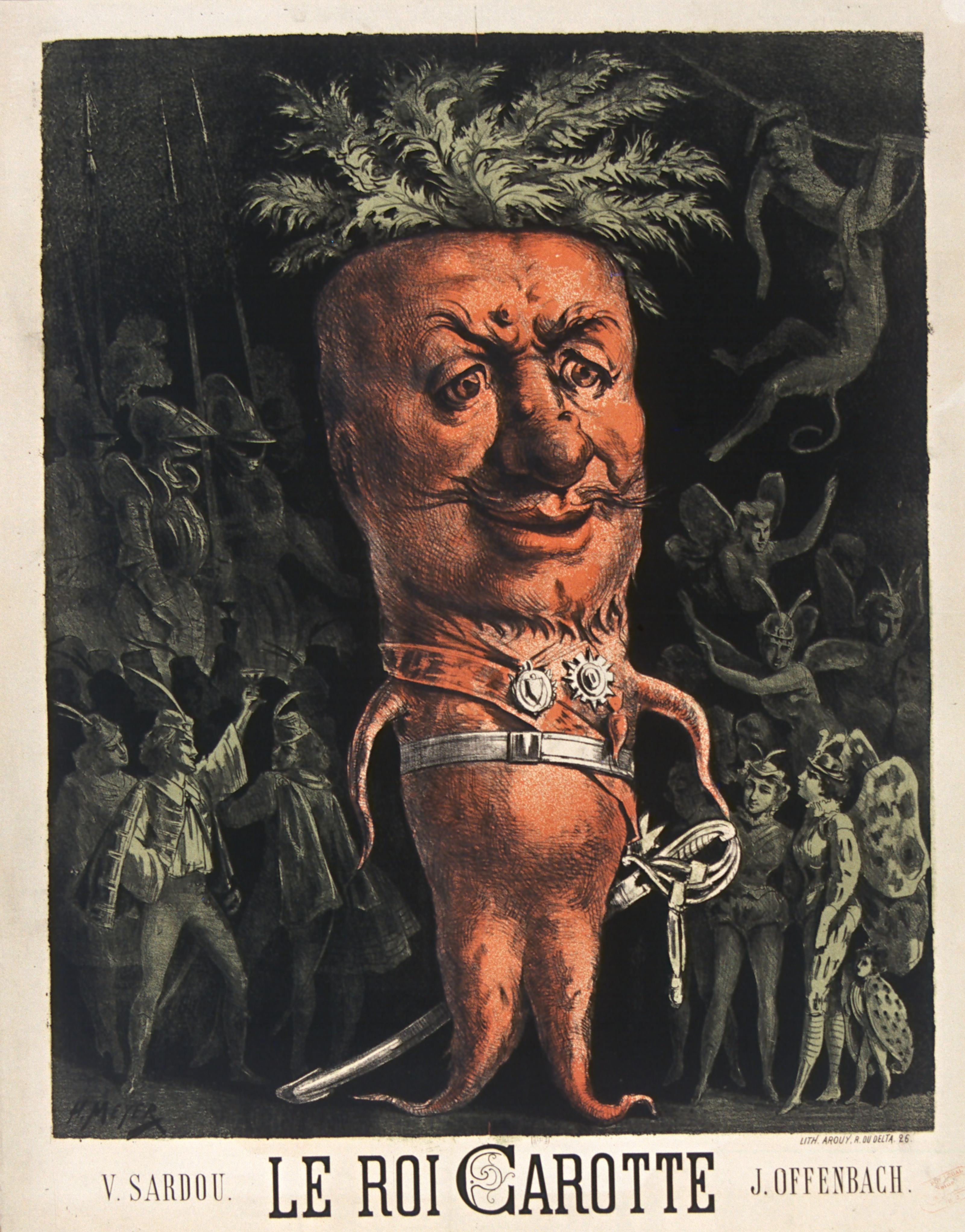
Ilustración del Rey Zanahoria, de Henri Meyer.

El príncipe ficticio Fridolin XXIV (interpretado por Charles Masste), que representaba a Napoleón III, actual emperador en la fecha de la creación de la obra, es derrocado teniendo que huir del país. En su lugar, se alza como máximo mandatario una zanahoria humanoide gracias a la hechicera Coloquinte con el apoyo de los plebeyos, representados por tomates, remolachas y otras verduras. Mientras, el príncipe exiliado guiado por su intuición, emprende un viaje fantástico a través del espacio y del tiempo pudiendo ver Pompeya antes de quedar arrasada por la erupción del Monte Vesubio y también pudo aprender el significado del trabajo duro gracias a unas hormigas.
Mientras tanto, el nuevo régimen del Rey Zanahoria estaba demostrando en poco tiempo, ser aún peor que su predecesor, provocando otra revolución, que terminó con la tierra tragándose al Rey Zanahoria y a todas las demás verduras.